# シベリア軍管区

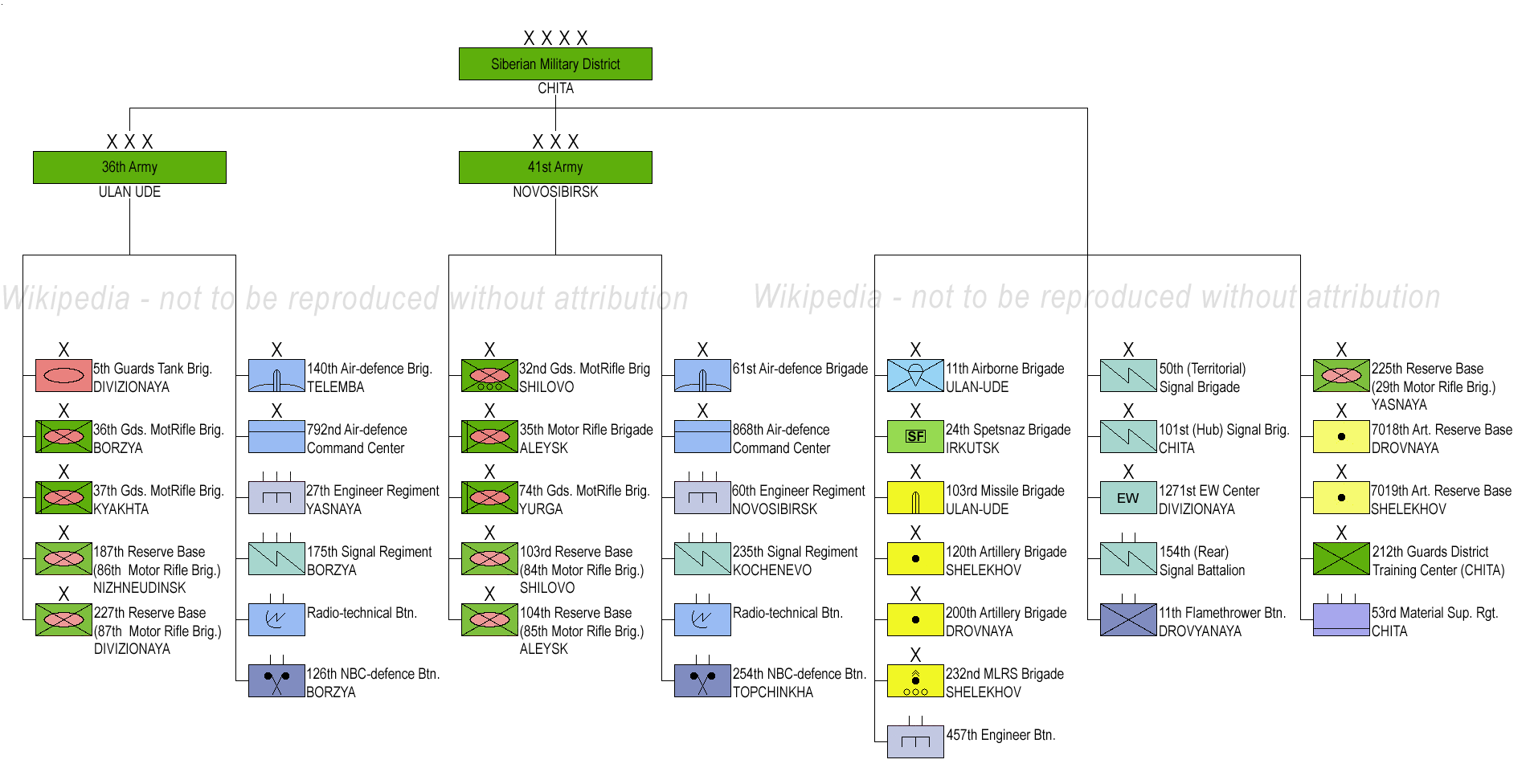
Russian Ground Forces - Siberian Military District Structure

シベリア軍管区（シベリアぐんかんく、ロシア語: Сибирский военный округ、略称СибВО）は、かつて存在したソ連軍、ロシア連邦軍のシベリア地域における軍管区、統合部隊。本部はチタ。

## 歴史
シベリア軍管区の創設日は、ロシア国防省令によりロシア帝国時代の1865年8月6日とされている。   
1919年12月3日、赤軍におけるオムスク軍管区設置。12月24日シベリア軍管区に改名。
1929年、東清鉄道に係る中ソ紛争が発生、極東の部隊はシベリア軍管区から外れ極東特別軍となった。
1935年5月17日、シベリア軍管区から分割されザバイカル軍管区設置。1939年、ノモンハン事件が発生した。   
第二次世界大戦時、部隊編成・兵員訓練のための後背地として機能し、軍管区から送られた部隊は、モスクワ防衛等において活躍した。1945年春のドイツ降伏後、第1極東戦線と第2極東戦線が編成され、同年8月8日のソ連対日宣戦布告と共に満洲へ侵攻した。   
1968年、シベリア軍管区に赤旗勲章が授与された。
チェルノブイリ原子力発電所事故の災害派遣、アフガニスタン、チェチェン共和国等に部隊を派遣。   
1998年12月1日にはザバイカル軍管区はシベリア軍管区に統合されている。
2010年10月21日には南東の一部を除いて中央軍管区に改編された。

## 編制
シベリア軍管区は、2個軍と直轄部隊から成り、空軍の1個航空軍が配属されている。   

### 諸兵科連合軍
- 第41軍（ノヴォシビルスク）
  - 第32独立自動車化狙撃旅団：旧第85自動車化狙撃師団第228自動車化狙撃連隊。シロヴォ
  - 第35独立親衛自動車化狙撃旅団：旧第122親衛自動車化狙撃師団。アレイスク
  - 第74独立親衛自動車化狙撃旅団（軍部隊21005）：ユルガ
  - 第868防空指揮所
  - 第61高射ミサイル旅団：ブイイスク。ブーク装備
  - 第60工兵連隊：ノヴォシビルスク
  - 第254独立放射線・化学・生物学防護大隊：トプチハ
  - 第75通信拠点
  - 第235独立通信統制連隊：コチェネヴォ
  - 第103保管基地：シロヴォ。戦時に第84独立自動車化狙撃旅団に展開
  - 第104保管基地：アレイスク。戦時に第85独立自動車化狙撃旅団に展開

- 第36軍（ボルジャ）
  - 第5独立親衛戦車旅団：旧第2親衛戦車師団。ディヴィジオンナヤ
  - 第36独立親衛自動車化狙撃旅団：旧第131親衛自動車化狙撃師団。ボルジャ
  - 第37独立親衛自動車化狙撃旅団：旧第5親衛戦車師団。キャフタ
  - 第792防空指揮所
  - 第140高射ミサイル旅団：ドムナ
  - 第27工兵連隊：ヤースナヤ
  - 第126独立放射線・化学・生物学防護大隊：ボルジャ
  - 第786通信拠点
  - 第175独立通信統制連隊：ボルジャ
  - 第187保管基地：ニジニェウジンスク。戦時に第86独立自動車化狙撃旅団に展開
  - 第227保管基地：ディヴィジオンナヤ。戦時に第87独立自動車化狙撃旅団に展開

### 軍管区直轄部隊
- 第225保管基地：ヤースナヤ。戦時に第29独立自動車化狙撃旅団に展開
- 第11独立空中襲撃旅団：ウラン・ウデ
- 第24独立特殊任務旅団：イルクーツク。スペツナズ
- 第212親衛下級特技兵管区教育センター（軍部隊30672）：ペスチャンカ
- 第120砲兵旅団：チーストゥイエ・クリュチ。ウラガンx8、ムスタ-Bx18、MT-12x6、シュトゥルム-Sx18装備
- 第200砲兵旅団：ドロヴャナヤ。ウラガンx8、ムスタ-Bx18、MT-12x6、シュトゥルム-Sx18装備
- 第103ロケット旅団：ウラン・ウデ。トーチカx12装備
- 第232ロケット砲旅団：チーストィ。ウラガンx18装備
- 第7018保管基地：ドロヴャナヤ。砲兵
- 第7019保管基地：シェレホフ。砲兵
- 第457独立工兵大隊：
- 第11独立火力支援大隊：ドロヴャナヤ
- 第349保管基地：トプチハ。化学兵
- 第101通信旅団：チタ
- 第50通信旅団：
- 第80通信拠点：
- 第154独立通信訓練大隊：
- 第1271独立電波電子戦センター（軍部隊41158）：旧第232独立電波電子戦連隊。ディヴィジオンナヤ
- 第53物資保障連隊：チタ

### 空軍
- 第14航空軍：チタ

## 準軍隊
戦時には、軍管区内に駐屯する他省庁の軍事組織も作戦統制下に置く。   
- ロシア国内軍
  - シベリア国内軍管区
- ロシア国境軍
  - シベリア連邦管区地域国境局

## 歴代司令官
| 職名   | 氏名                         | 階級     | 在任期間       | 出身校                         | 前職                           |
| ------ | ---------------------------- | -------- | -------------- | ------------------------------ | ------------------------------ |
| 司令官 | ニコライ・コルミルツェフ     | 大将     | 1998.12-2001.3 | オムスク高等諸兵科共通指揮学校 | ザバイカル軍管区司令官         |
| 司令官 | ウラジーミル・ボルドゥイレフ | 大将     | 2001.5-2002.12 | モスクワ高等諸兵科共通指揮学校 | シベリア軍管区参謀長           |
| 司令官 | ニコライ・マカロフ           | 上級大将 | 2002.12-2007.4 | モスクワ高等諸兵科共通指揮学校 | モスクワ軍管区参謀長           |
| 司令官 | アレクサンドル・ポストニコフ | 大将     | 2007.4-2010.1  | キエフ高等諸兵科共通指揮学校   | シベリア軍管区参謀長           |
| 司令官 | ウラジーミル・チルキン       | 中将     | 2010.1-        |                                | 沿ヴォルガ・ウラル軍管区参謀長 |